# Reschbachklause
Reschbachklause je vodní splavovací nádrž v nadmořské výšce 1130 metrů. Byla zbudována na potoce Reschbach v roce 1860 na úpatí kopce Siebensteinkopf (Sedmiskalí) na místě, kde se původně nacházel komplex rašelinišť. Ten tvořil pramennou oblast potoka Reschbach. Její hráz je tvořena žulovými kvádry. Když se nádrž dostatečně naplnila na jaře vodou (především z tajícího sněhu), byly připravené pokácené kmeny stromů postupně vsazovány do proudu vody, který vznikl po otevření výpustě z nádrže na vzedmutém vodním toku. Voda unášela kmeny do nížin směrem k velkým městům jako byl (60 km vzdálený) Pasov nebo Vídeň. Objem nádrže Reschbachklause je 15 tisíc krychlových metrů a po otevření stavidla se celá vyprázdnila za 3 až 4 hodiny. K plavení dřeva se nádrž používala až do počátku 50. let dvacátého století. V roce 1976 byla správou Národního parku Bavorský les renovována jako historická technická památka.

## Geografické začlenění
Geograficky spadá nádrž Reschbachklause již do Německa. Nachází se v okrese Freyung-Grafenau pár metrů od hranic s Českou republikou asi 3,5 kilometru severně od německého městečka Finsterau (nedaleko německé obce Mauth) v zadní části Národního parku Bavorský les.

## Vodní režim
Nádrž Reschbachklause byla vybudována na potoku Reschbach. V 19. století byl dodatečně zbudován umělý vodní kanál Schwellgraben, který odvádí část odtokové vody z nádrže (z potoka Reschbach) do 2,5 km vzdálené nádrže Teufelsbachklause. Kanál se vine po úbočí hory a využívá spád 75 metrů.

## Přístup
Z obce Kvildy po modré turistické značce k prameni Vltavy a odtud pokračovat na rozcestí ("U pramene Vltavy") s červenou turistickou značkou. Odtud pokračovat doleva společně po červené a modré turistické značce (asi 430 metrů) směrem k rozcestí "Na strážní stezce". Zde se odděluje modrá od červené a dále pokračovat po modré turistické značce směrem ke státní hranici. Zhruba po 660 metrech je hraniční přechod pro pěší: "Pramen Vltavy - Siebensteinkopf". Ten byl otevřen 15. července 2009 a je možné přes něj přecházet celoročně. Z hraničního přechodu (po šipkách) územím na německé straně s kopce Siebensteinkopf se po 1 km dlouhém klesání nachází splavovací nádrž Reschbachklause.

## Rozměry
Nádrž Reschbachklause má půdorys ve tvaru lichoběžníka orientovaného přibližně severo-jižním směrem. Hráz nádrže je dlouhá 36 metrů. Od středu hráze (na jihu) k nejvzdálenějšímu (severnímu) břehu měří asi 180 metrů  Hloubka nádrže u hráze je 5 metrů. Celkový obvod nádrže činí asi 430 metrů. Po naplnění nádrž pojme až 15 000 kubických metrů vody.

Vodní nádrž Reschbachklause
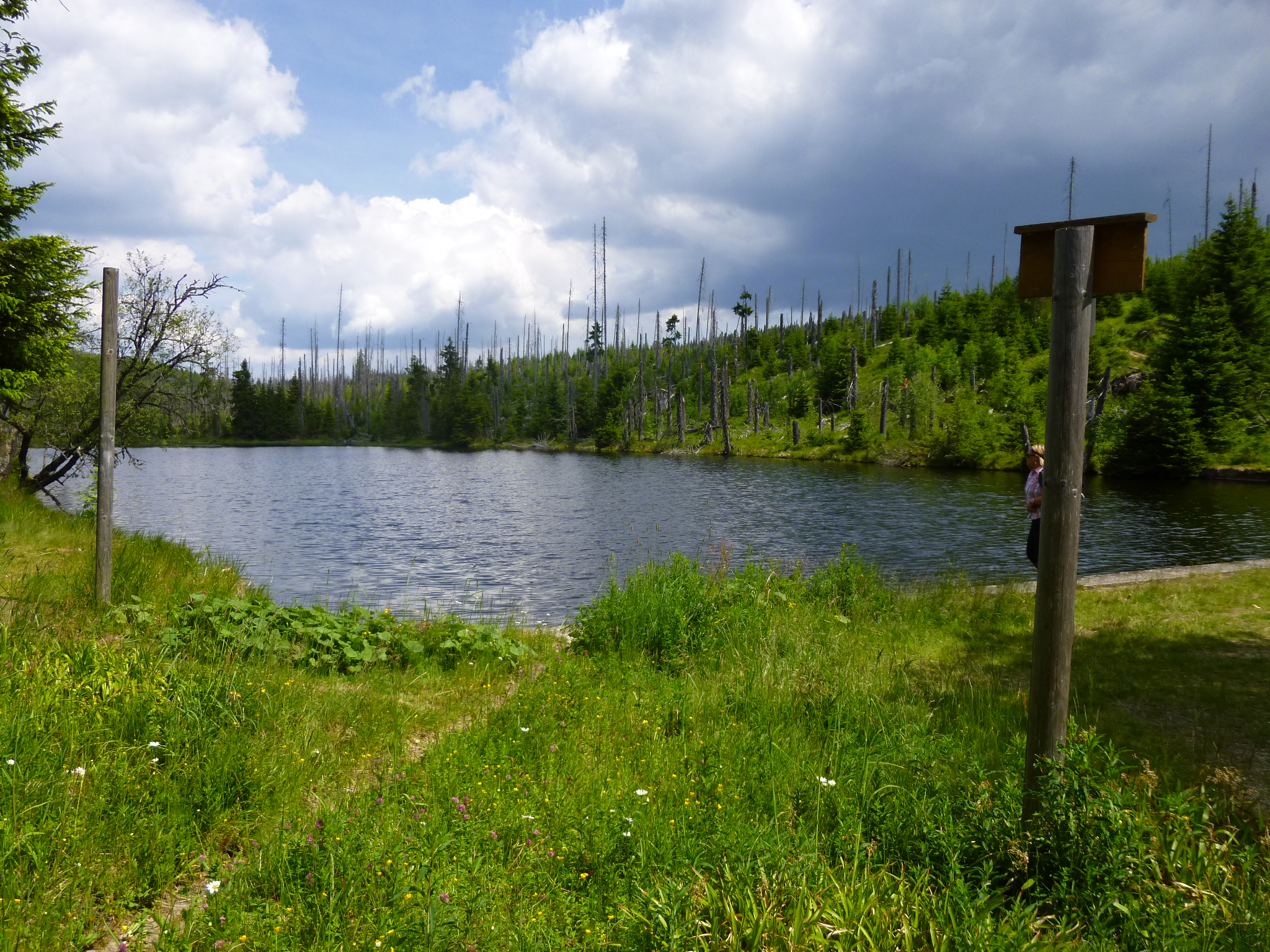
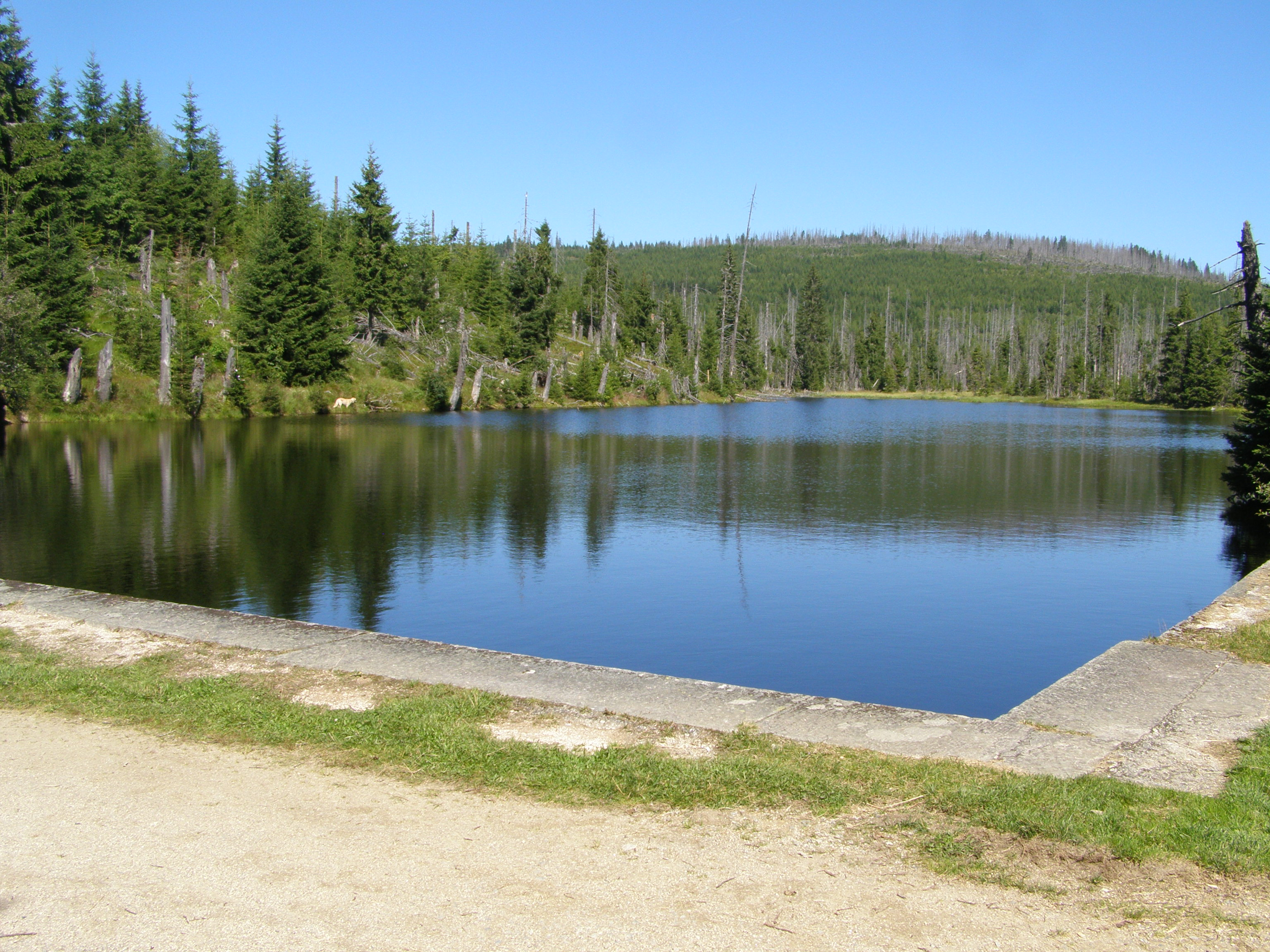
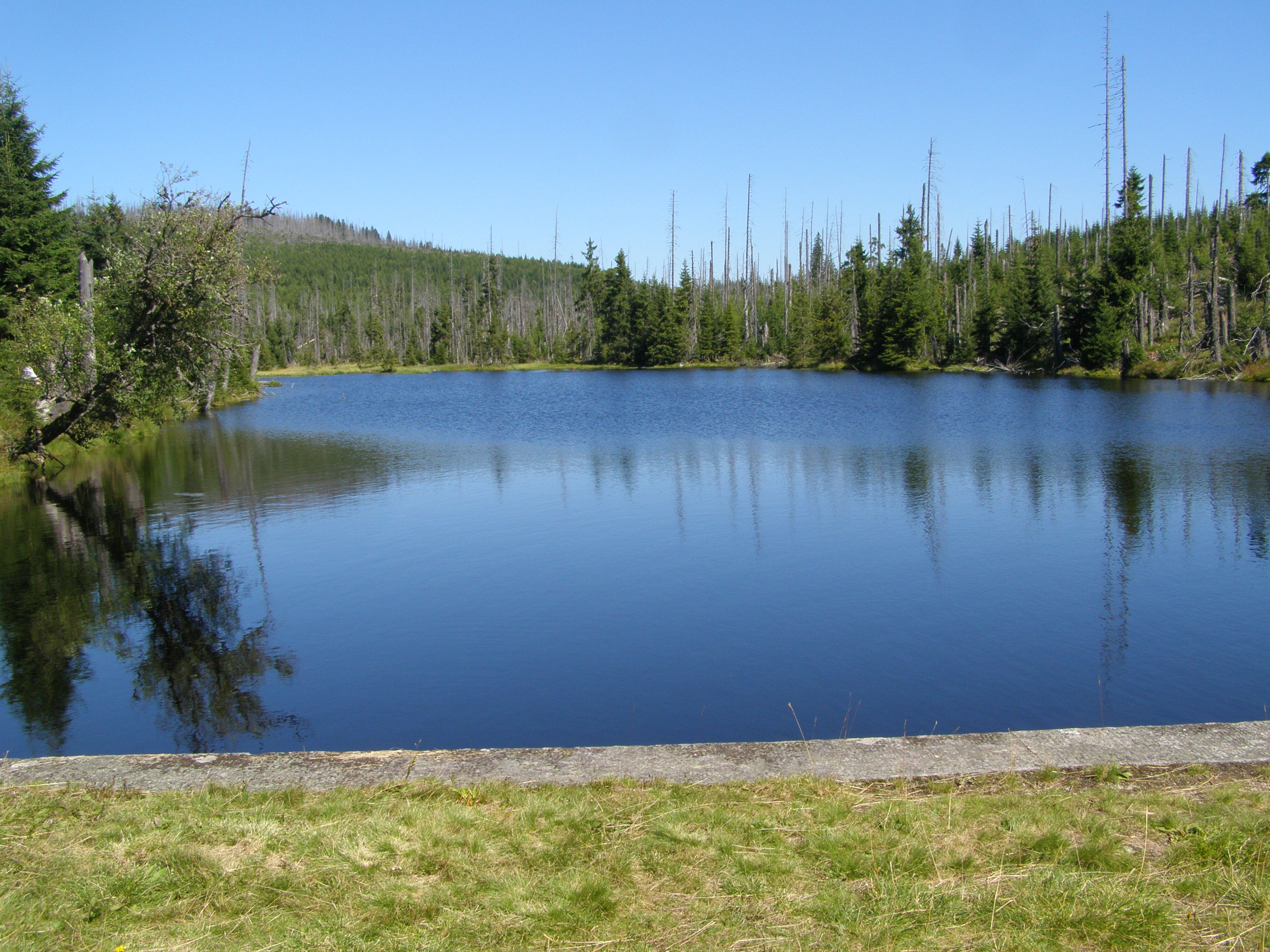
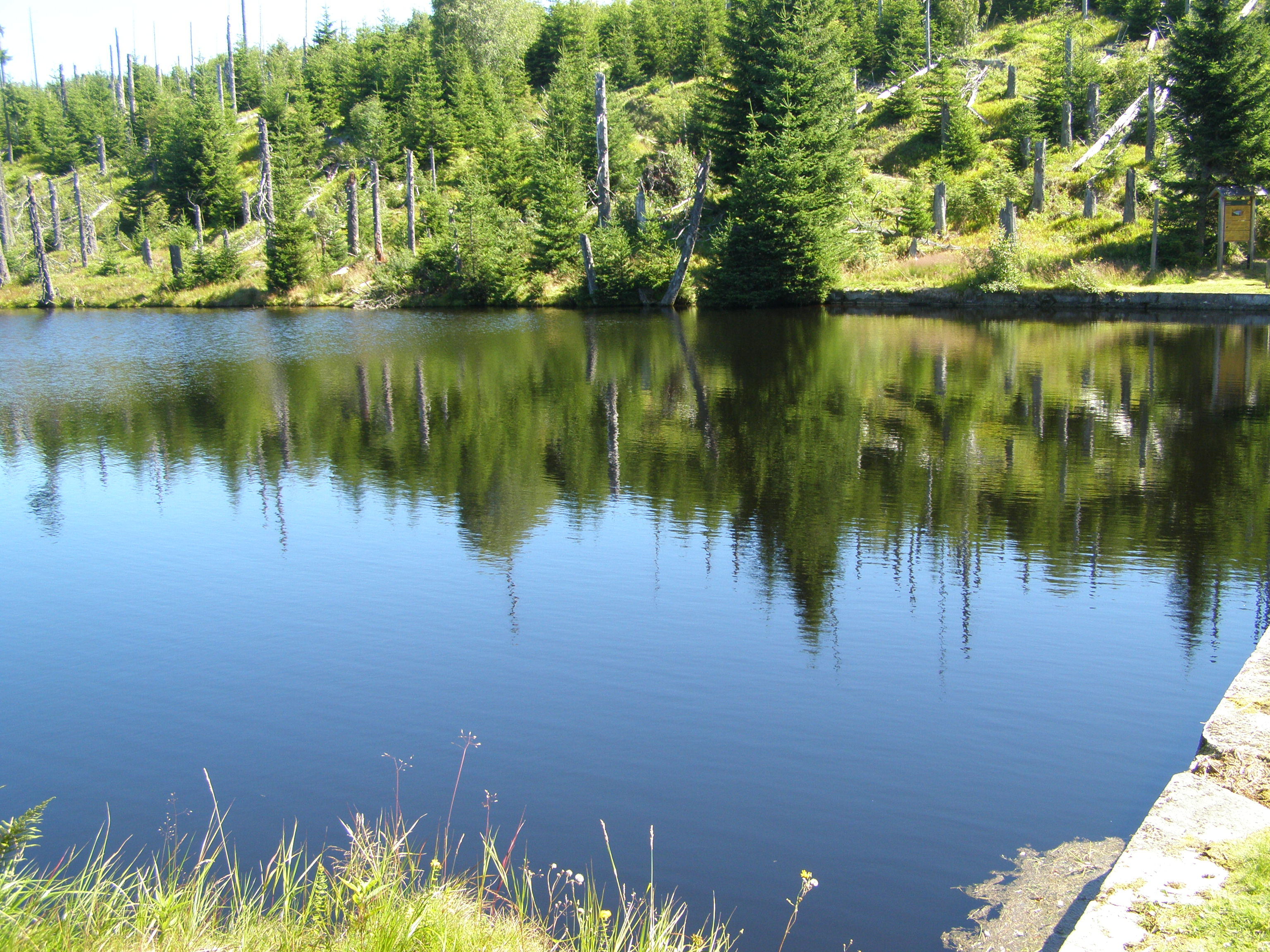
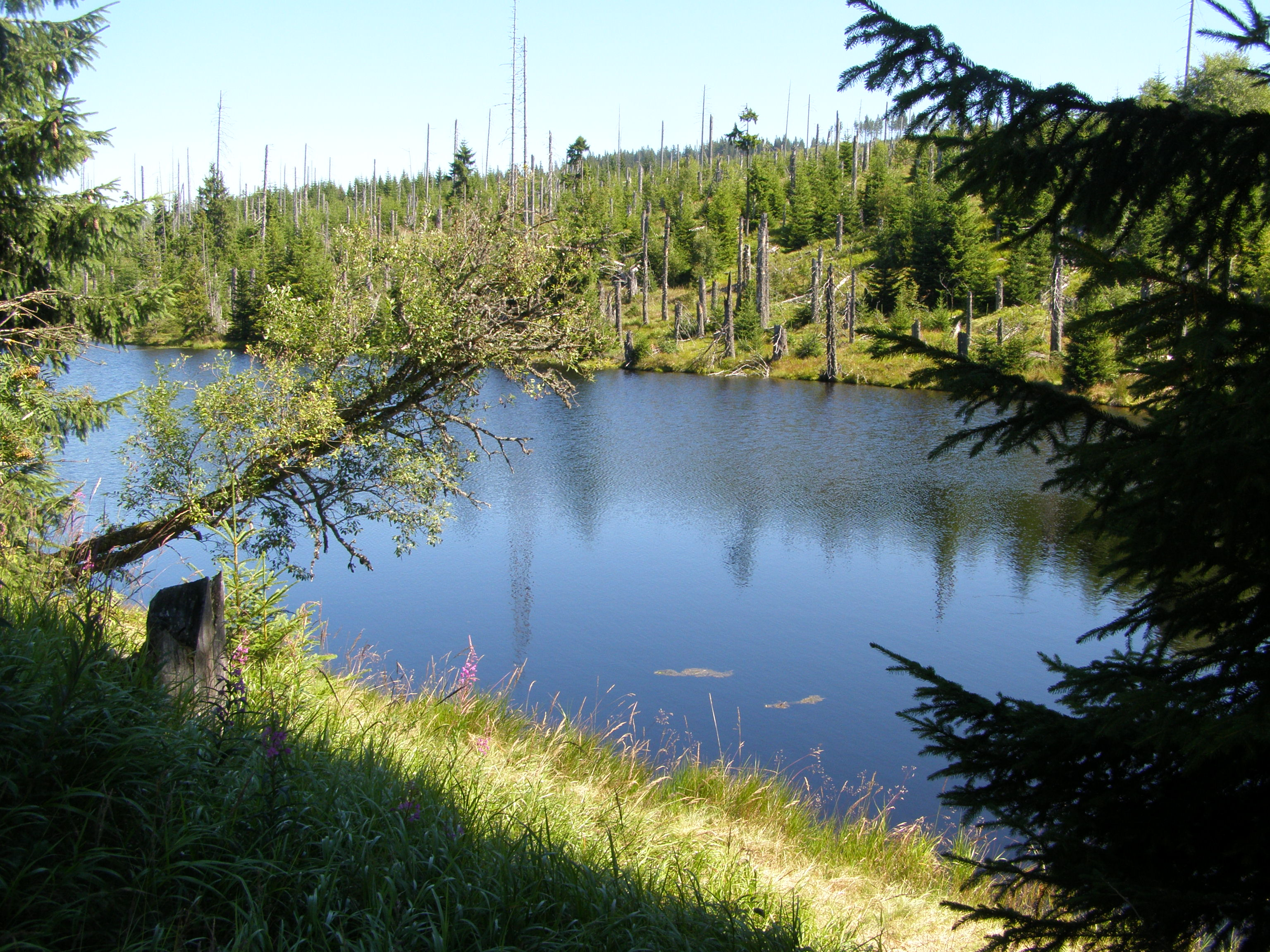
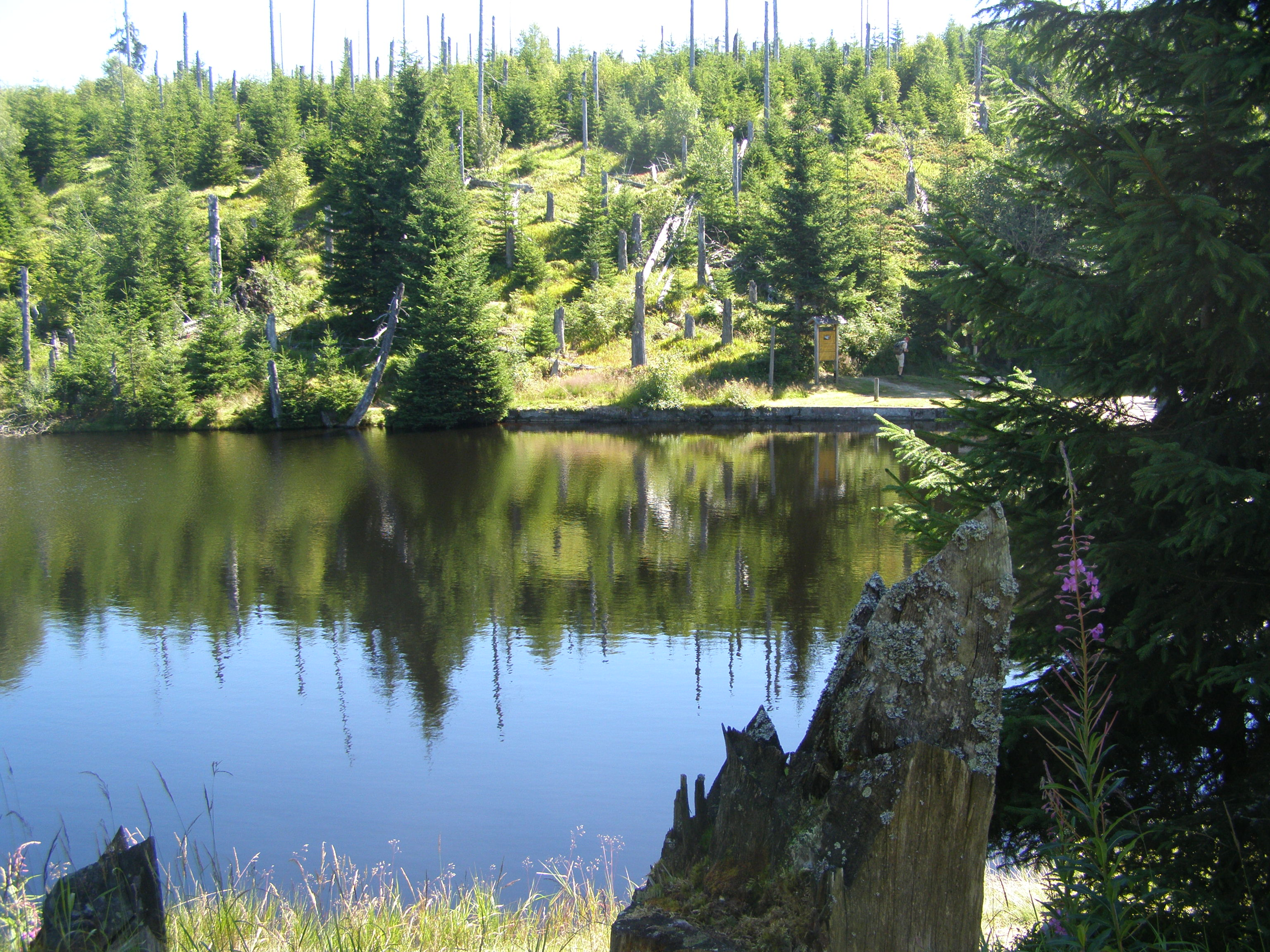